# Галеаццо Кампі
Галеаццо Кампі (італ. Galeazzo Campi; 1475 або 1477(?) — 1536) — італійський художник раннього італійського відродження початку XVI ст., Кремонська школа. 

## Життєпис
- Народився в місті Кремона.
- За припущеннями навчався в майстерні провінційного художника Бокаччо Бокаччіно (1468 — 1525).
- Мав художню майстерню, де учнями і помічниками були три його сини (Джуліо, Антоніо та Вінченцо).
- Перша документально відома картина «Христос воскрешає померлого Лазаря», 1515, створена для церкви Сан Лазаро в місті Кремона.
- Створював переважно картини біблійного характеру. В художній манері мав суттєві впливи творів П'єтро Перуджино, Лоренцо Коста (1460-1535) і, особливо, венеційця Джованні Белліні (бл. 1430 — 1516).
- За неповними даними мав сторонніх учнів, серед котрих були провінційні майстри Антоніо Сігоньіні, Галеаццо Песенті або Іль Саббінета (Galeazzo Pesenti або Il Sabbioneta), Латанцио да Кремона, Джованні Франческо Бембо, Ніколо да Кремона, Томмазо Алені тощо.

- Батько кремонських художників Джуліо, Антоніо та Вінченцо Кампі .

## Вибрані твори

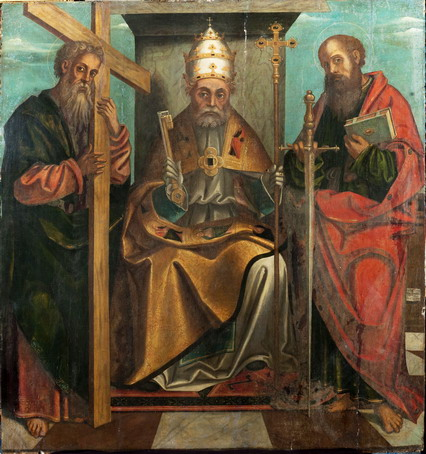
Галеаццо Кампі. «Св. Петро на троні зі св. Філіпом та Св. Павлом», 1528, Кремона

- «Христос воскрешає померлого Лазаря», 1515
- «Розп'яття»
- «Марія Магдалина»
- «Вознесіння Мадонни»
- «Мадонна з немовлям»
- Поліптих з Іваном Хрестителем
- «Мадонна з немовлям, св. Бьяджо та св. Антонієм Падуанським»
- «Мадонна з немовлям, св. Іваном Хрестителем, св. Розою, св. Христофором», 1518
- «Мадонна з немовлям і святими», 1519
- «Св. Петро на троні зі св. Філіпом та Св. Павлом», 1528, Кремона

## Цікаві факти
Картину Галеаццо Кампі «L’Interno Benedicente», яка була вкрадена у 1959 році, було знайдено на аукціоні у місті Мідделбурзі, провінції Зеландії у Нідерландах. Картину викрали з музею «Civico Ala Ponzone» в італійській Кремоні. На аукціоні картину впізнав співробітник музею, він і звернувся до правоохоронних органів. Встановлено, що продавець картини скуповував предмети мистецтва з будинків, зокрема після смерті їхніх мешканців. Походження картини він згадати не зміг. Як картина потрапила до Нідерландів, також невідомо. Однак, тепер вона повернеться до музею в Італію.